# Coyanosa, Texas
Coyanosa là một nơi ấn định cho điều tra dân số (CDP) thuộc quận Pecos, tiểu bang Texas, Hoa Kỳ. Năm 2010, dân số của nơi này là 163 người.

## Dân số
- Dân số năm 2000: 138 người.
- Dân số năm 2010: 163 người.